# 難波安組
難波安組（なんばやすぐみ）は、かつて存在した日本の暴力団。大阪府堺市堺区甲斐町東1-2-28難波安綜合ビルに本部を置き、指定暴力団山口組の二次団体であった。2009年9月に解散。

## 概要
大阪の独立組織土井組の傘下として、「難波安」こと松本安男が創設。跡目を継いだ小林治が土井組を脱退して三代目山口組直参の桜井組傘下となる。その後、1985年の桜井組解散に伴い、同門の中野組と共に直参に昇格。
1982年には東組と抗争事件を起こすなど、山口組の中では武闘派として知られていた。
山口組五代目継承直後の1989年6月4日に放送された関西テレビ制作のドキュメンタリー番組「実録 日本の裏社会～極道～」で本部事務所内や小林組長の生活などが放送されている。この番組ではノンフィクション作家の軍司貞則が取材を行っており、組長などにインタビューを行っている。幹部の組員が近所の喫茶店に熱いコーヒーの出前を注文する様子や、部屋住みの若衆に対して、幹部がいつもより甘めのすき焼きを作るよう要求する場面、また幹部の放免に際して届けられた祝い金の総額を尋ねられた事務長が、当局による課税の虞を理由に回答を保留するシーン等は、今でも多くの人に語り継がれている。
最盛期には構成員が500名を超えていたが、組織の衰退が進み、病気療養を理由として小林組長自身が引退を決め、跡目継承は行われず2009年9月解散となった。解散時の構成員は数十人程度だった。組員はその後、同じ山口組傘下団体（神戸山口組を経て現在は独立組織）の宅見組に移籍した。
組織の解散後も本部だった難波安綜合ビルは残存していたが、全面立ち入り禁止でビルの名前は外されており、実質、空き家状態であった。その後、2019年に周辺の建物とともに解体され、以降は更地となっている。小林治は、2023年に死去が伝えられた。

## 歴代組長
- 初代 - 松本安男
- 二代目 - 小林治（ヤクザ）（五代目山口組組長秘書）（六代目山口組若中）[1]

## 最高幹部
- 組長 - 小林治
- 若頭 - 籠谷武（籠谷組組長）、中西勝彦（中西総業組長）
- 本部長 - 橋本清（難仁会会長）
- 若頭代行 - 千葉嗣幸（難侠会会長）
- 相談役 - 鹿田次郎（鹿田組組長）

## 若中
山本智明